# Gottfried Menken
Gottfried Menken (29. maj 1768 i Bremen – 1. juni 1831) var en tysk præst. 
Udgået fra et fromt barndomshjem kom han til universiteterne i Jena og Duisburg, hvor han
hos de rationalistiske professorer stadig følte sig som en særling. Allerede som ung optrådte han
som Biblens forsvarer over for professor Grimm. Efter i kortere tid at have virket som præst
forskellige steder kom han 1802 til sin fødeby Bremen, hvor han virkede til sin afsked 1825.
Menken var en af sin tids betydeligste præster i Tyskland. Han stod som en afgjort modstander
af rationalismen, men heller ikke af den kirkelige ortodoksi var han en ven; sin åndelige
påvirkning havde han fra Bengel og lægen Samuel Kallenbusch, og navnlig kunne han
ikke finde sig i kirkelæren om Kristi lidelse som straflidelse. Skønt hørende til den
reformerte kirke var han meget lidet konfessionel, men gik altid tilbage til selve Biblen. Hans
skrifter er samlede og udgivne i 7 bind (Bremen 1860) af J.G. Heyse. 